# 뇌우 (희곡)
《뇌우》(중국어: 雷雨)는 차오위가 지은 전 4막의 희곡이다. 1934년에 잡지 《문학계간(文學季刊)》에 발표하고 1935년 4월에 홍선(洪深)의 소개와 어우양위첸의 연출로 복구극사(復舊劇社)에서 상연하여 큰 호평을 받았다. 부유한 광산주(鑛山主)의 한 가정을 배경으로, 몰락해 가는 부르주아 사회의 인습과 병폐를 폭로한 비극이다. 러시아의 극작가 알렉산드르 오스트롭스키가 지은 같은 이름의 희곡(1859년 발표)이 있는 것으로 보아 그의 영향이 컸던 작품이다.

## 한국어 번역
- 오수경 옮김, 《뇌우》, 민음사, 2016년 6월 27일